# Martin Felmer
Martin Felmer (Nagyszeben, 1720. november 1. – Nagyszeben, 1767. március 28.) erdélyi szász történész, ágostai evangélikus lelkész.

## Élete
Apja posztókészítő volt Nagyszebenben. Középiskoláit szülővárosában járta, majd 1740. május 13-án a hallei egyetemre ment. Itt három évig teológiát és  bölcseletet tanult. 1743. májustól decemberig házitanító volt Bécsben, majd a nagyszebeni gimnáziumban lett tanár. 1758. február 15-étől 1763. április 4-éig rektor volt; új tanrendszert és a hazai történelemből való felolvasásokat vezetett be. Tankönyvei hosszú időn keresztül alapvető fontosságúak voltak a gimnáziumi oktatásban, valamennyi szász iskolában. 1763-ban Nagydisznódon lett lelkész, és 1766. január 29-én nagyszebeni városi lelkésznek választották meg. A lipcsei tudós társaság is tagjai közé választotta.

## Művei
- Dissertatio theologica, de Efficacia S. Scripturae naturali et supernaturali, sub praesid. Sigism. Jacobi Baumgarten… ad diem… oct. 1742. Halae (újra nyomatott Halae, 1753)
- Tabulae oritoriae Freyerianae, Praelectionibus publicis accomodatae. Hely és év n. (Mint a retorikai osztály rektora tanítványai számára Nagyszebenben adta ki; 1762-ben újra nyomtatták és Daniel Filtsch Tirocinium Poeticum-ával bővítették ki.)
- Ehrgedächtniss des Wohlgeb. H. Herrn Joseph von Sachsenfels, gewesenen Rittmeisters bei dem löbl. Husarenregimente von Kálnoky Hermannstadt, 1763
- Kurzgefasste und mit Hauptsprüchen der h. Schrift bewiesene Grundsätze der christlichen Religion. Hermannstadt, 1764 és 1780
- Primae Lineae, M. Principatus Transylvaniae Historiam, antiqui, medii et recentioris aevi referentes et illustrantes. Hermannstadt, 1780 (Ezt a munkáját fiatal korában irta és 1762-ig vitte, nem szánta ilyen alakban kiadásra. Eder József Károly 1803-ban újra kiadta és saját munkáját: Observationes criticae et pragmaticae cum X. Excursibus, csatolta hozzá.)

Kisebb történeti s vegyes munkái is jelentek meg: a Neueste aus der anmuthigen Gelehrsamkeit című folyóiratban (1761. Schreiben an den Herausgeber diesen Neusten; Von der Münze des ungarischen Königs Samuel, Von der merkwürdigen siebenbürgischen Münze mit der Aufschrift: A Tergo Et Fronte Malum Tandem Deus Propitiare. A. MDCII. Fatali. Transsylvani), Joachim Münzkabinet-jében (Nürnberg, 1764. II. F. tiz magyar éremnek és az I. kötet XXXIV. tábláján levő szintén magyar érmeknek magyarázatát közli), a Seivert Nachrichten-jében (1785. Catalogus Woyvodorum Transylvaniae ex Diplomatibus erutus), a Siebenb. Quartalschrift-ben (VI. Deutsches Register zu dem im Jahre 1767. in Hermannstadt gedruckten ungarischen Wörterbuch Francz Páriz Pápai und Peter Bod) van egy költeménye is: Panegyricum Francisci I. Imperatoris Augusti 1765. (Schunn S. munkájával együtt) halála után az Archiv des Vereins für siebenb. Landeskunde-ban (N. F. VII. Kurzgefasste historische Nachricht von der walachischen Völkerschaft überhaupt, und insonderheit derjenigen, die heut zu Tage in dem kaiserl. königl. Erbfürstenthume Siebenbürgen anzutreffen ist. Kézirata a m. n. múzeumban.)
Kézirati munkái: 
- Episcopi Transylvani, ex diplomatibus eruti 1764
- Elenchus Pastorum Cibiniensium et Rectorum, qui sub inspectione eorundem Gymnasium direxere, inde a tempore Reformationis concinnatus 1765
- Catalogus Judicum Regiorum Civitatis Cibiniensis et Comitum Nationis Saxonicae in Transylvania, inde a vetustioribus temporibus, quoad fieri licuit, deductus 1765
- Series Magistrorum Civium Cibiniensium, ex documentis 1765.
- M. Schmeizelii, Bibliotheca Hungarica… aucta et emendata… 1764
- Georgii Soterii, Transylvania celebris, auctior et emendatior; Adversaria ad Historiam Transsilvaniae ordine alphabeti (eredeti kézirata a Magyar Nemzeti Múzeumban)
- Diarium
- Abhandlung von dem Ursprung der verschiedenen Völkerschaften in Siebenbürgen (szintén a Magyar Nemzeti Múzeumban, mely a következőnek kivonata);
- Abhandlung von dem Ursprung der säschsischen Nation in Siebenbürgen
- Anleitung zur nöthigen Kenntniss des Fürstenthums Siebenbürgen 1760
- Breviarium Historiae Transylvaniae continens aevum antiquum, medium et recentius a temporibus primis post diluvium usque ad tempora felicissimi regiminis Mariae Theresiae 1767. (az Erdélyi Múzeum kézirattárába került)
- önéletrajza a nagydisznódi plébánia anyakönyvében